# Spaarbank voor de stad Amsterdam

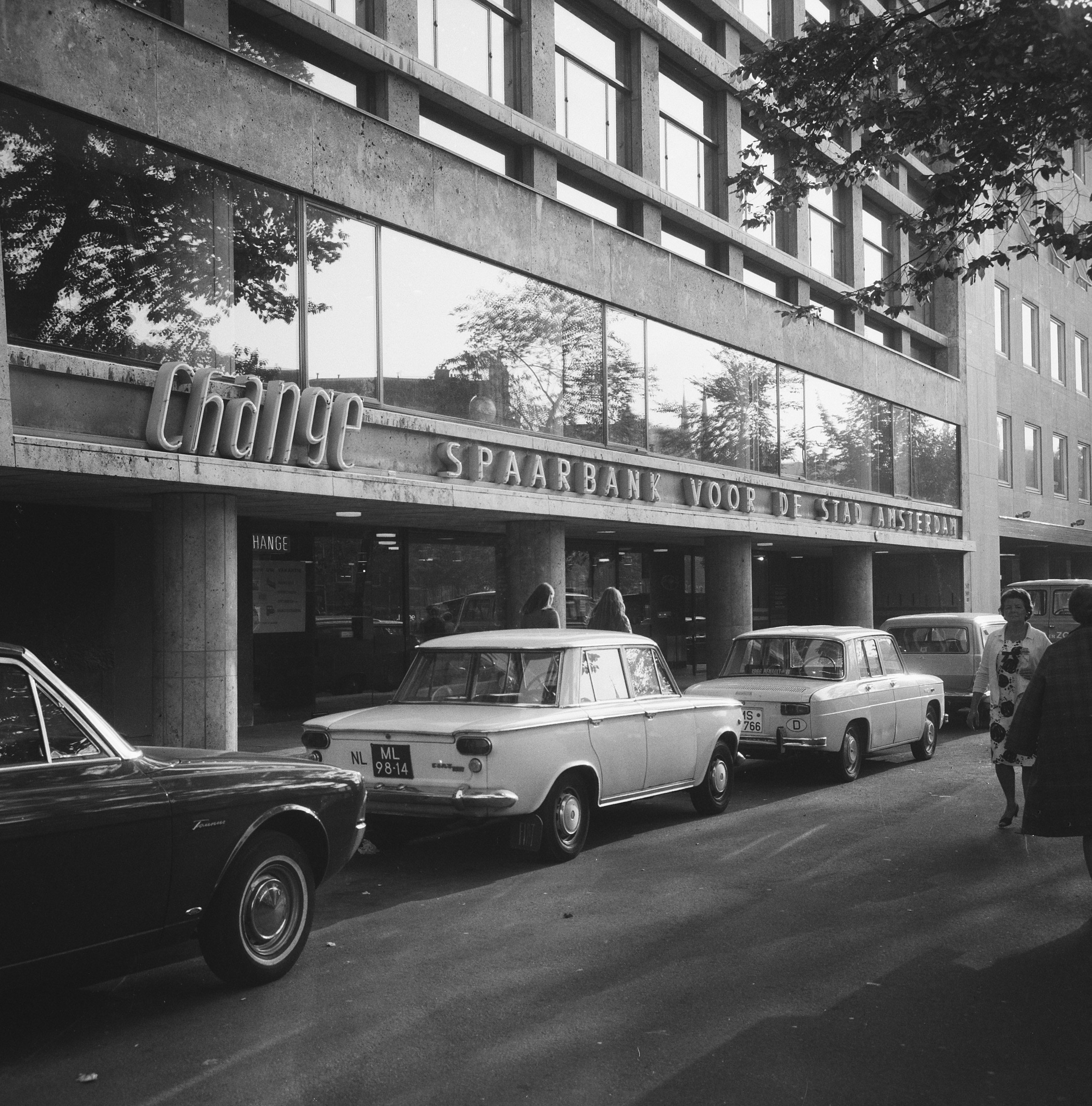
Gebouw Muntstaete in 1967

De Spaarbank voor de stad Amsterdam was een Nederlandse spaarbank die in 1848 werd opgericht en tot 1979 onder deze naam 131 jaar heeft bestaan.  

## Geschiedenis
De bank werd in 1848 als gemeentelijke spaarbank opgericht met als doel het vergroten van de spaarzin bij Amsterdammers.
Door de oprichting van de Rijkspostspaarbank door de overheid verloren de spaarbanken marktaandeel en daarom werd met andere spaarbanken samengewerkt onder de naam Spaarbankbond waarbij het verloren marktaandeel werd teruggewonnen. Waar de meeste andere spaarbanken slechts enkele uren per dag geopend waren had deze bank kantoren die acht uur per dag geopend waren.
Oorspronkelijk werd geld van particulieren aangetrokken en geïnvesteerd in redelijk risicoloos papier zoals staatsobligaties. Vanaf de late jaren zestig werden ook betaalrekeningen, persoonlijke leningen en woninghypotheken aangeboden en kwam er zakelijke dienstverlening zoals bijvoorbeeld geldwissel. Hierdoor werd de spaarbank meer en meer een algemene bank. Hierdoor en door de steeds strengere eisen van de Nederlandsche Bank was het noodzakelijk om samen te werken met andere spaarbanken. 
De Spaarbank voor de stad Amsterdam had een groot aantal kantoren in Amsterdam en omgeving zoals bijvoorbeeld in Amstelveen. Ook waren er rijdende bijkantoren die op verschillende tijdstippen verschillende lokaties aandeden. Zo stond er in 1961 een rijdend bijkantoor op woensdagmiddag van 13.00 tot 14.00 uur geparkeerd op het Hueseplein in Amstelveen. Oorspronkelijk bevond het hoofdkantoor zich op Oude Turfmarkt 9 en daarna Singel 546.Begin jaren zestig verhuisde het hoofdkantoor naar het naast gelegen Singel 548 in Gebouw Muntstaete, sinds 2014 een gemeentelijk monument.Bij de verhuizing moesten 6.900 kluisloketten uit het oude pand worden overgebracht, dit gebeurde met zware lieren over rails naar de vier meter onder de grond gelegen kelder. Ook moesten de waardepapieren voor een bedrag van 250 miljoen gulden en de administratie bestaande uit 350.000 kaarten worden overgebracht.In 1963 werd het pand uitgebreid aan de kant van de Reguliersdwarsstraat.   
In 1965 introduceerde de bank als eerste een computer waarmee drie loketmachines met elkaar waren verbonden.
In 1978 werkte de bank samen met een aantal andere spaarbanken in de regio, Stichtse Bondsspaarbank, Nutsspaarbank voor de Zaanstreek, Bondsspaarbank Hoorn, Spaarbank Aalsmeer, Bondsspaarbank Monnickendam, Spaarbank Uithoorn en de Bondsspaarbank Westzaan. Eind 1978 telde deze combinatie 122 kantoren inclusief vier rijdende bijkantoren en 750 medewerkers.
Op 12 maart 1979 werd de naam van de bank en haar overgenomen banken gewijzigd in vereniging Centrumbank. Na verschillende verdere naamswijzigingen, overnames en fusies maakt de bank sinds 2009 deel uit van ABN AMRO.
In de gevel van het in 1920 gebouwde Haarlemmerplein 4 is nog steeds de naam van de bank leesbaar.

## Hoorspel en jeugdboek
In 1961 verscheen  een jeugdboek geschreven door Pieter van 't Land en Ton van Merwede en de tekeningen van C.G. Watzema-Andriesse Een spaarpot is spoorloos, een bewerking van de tekst van een serie van 7 radiohoorspelen uitgezonden in mei en juni 1960 in het radioprogramma "De Wigwam". Dit boek dat draait rondom de  Spaarbank voor de stad Amsterdam was opvoedkundig bedoeld om kinderen te bewegen te gaan sparen maar ook bijvoorbeeld een politieagent geeft aan te sparen voor een eigen huis wat dan door de spaarbank als verstandig wordt bestempeld. In het boek wordt ook over de ontwikkelingen en verhuizing van de spaarbank zelf ingegaan. 

## Spaarpottenverzameling
De toenmalige procuratiehouder Niek Ter Wolbeek speelde zich zelf in het boek. Ook bezat hij een spaarpottenverzameling die in 1976 bestond  uit 11.000 spaarpotten tentoongesteld in een van de panden van de Nederlandse spaarbankbond in Amsterdam. Het oudse spaarbusje stamt uit 1900.

## Fotogalerij

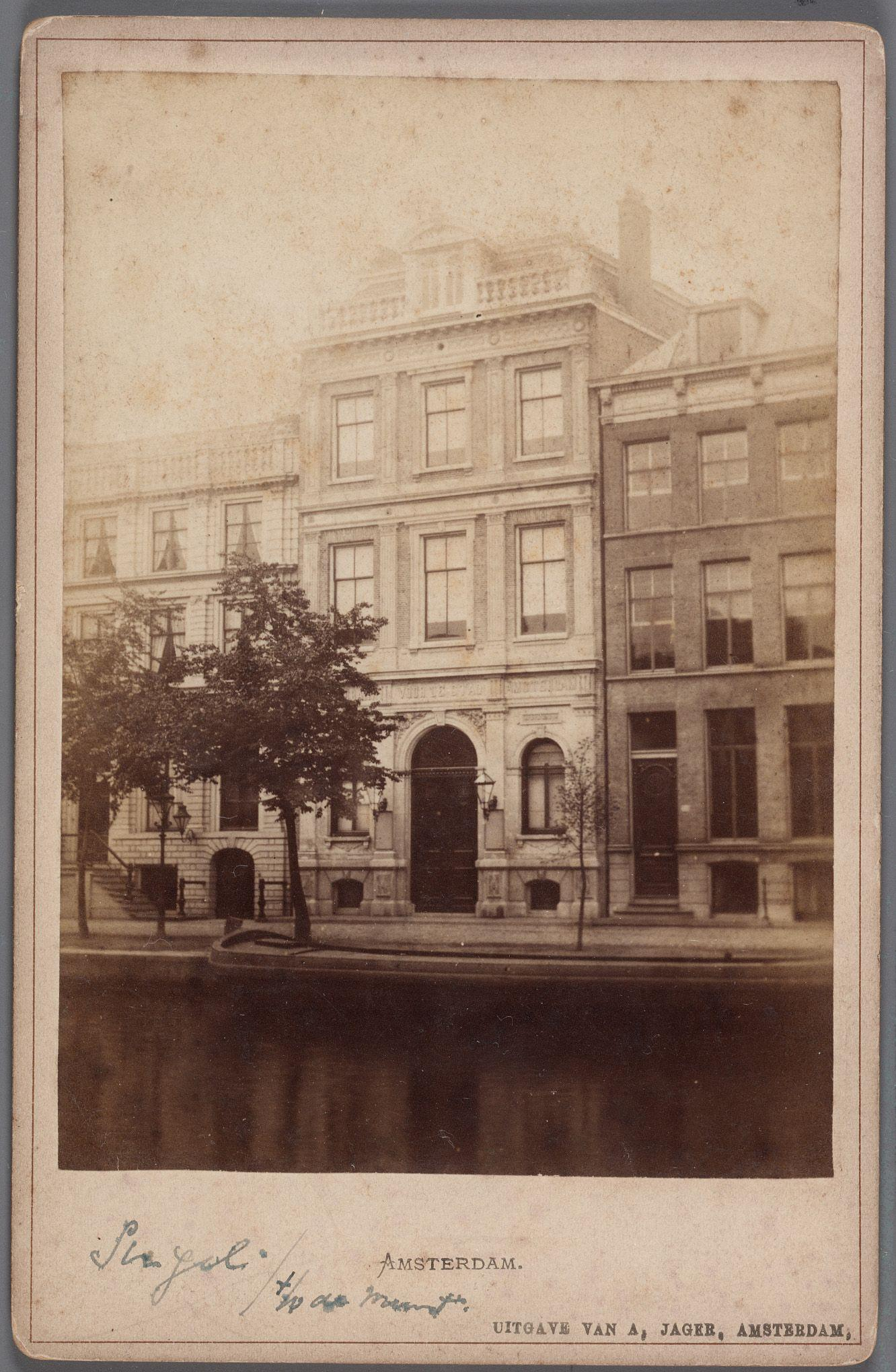
Pand Singel 546 ca. 1880
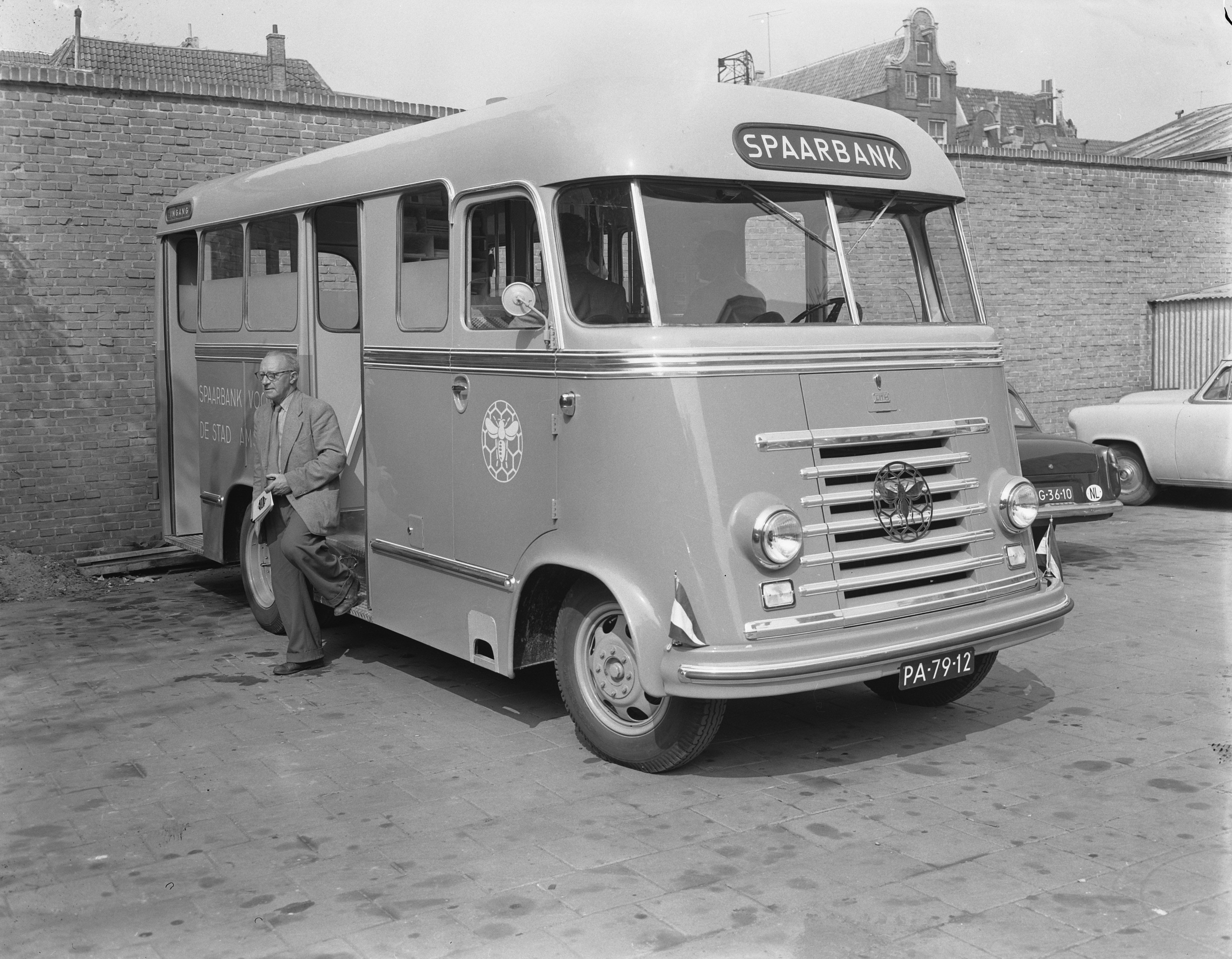
Rijdend bijkantoor van de Spaarbank voor de stad Amsterdam.
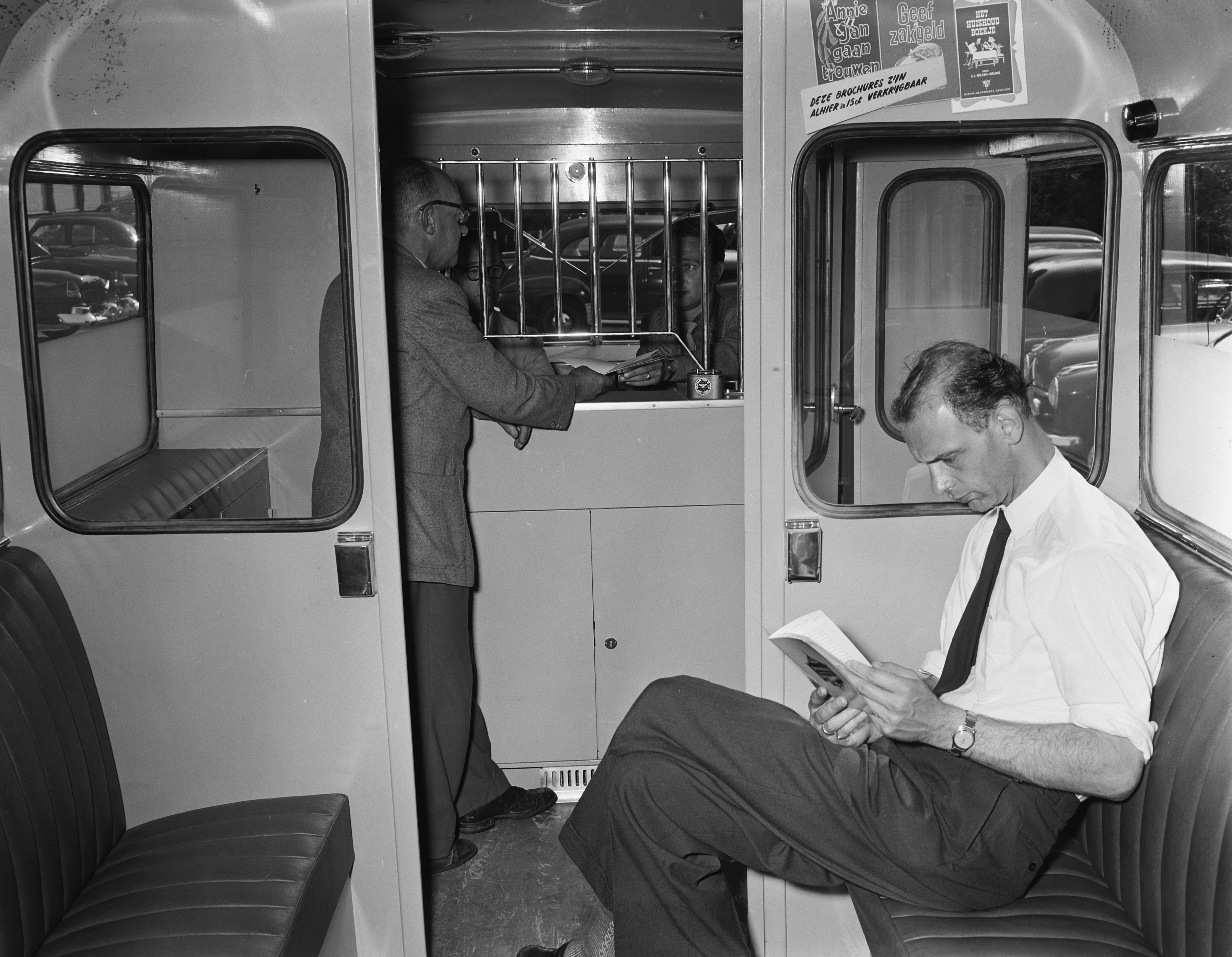
Interieur rijdend bijkantoor in 1955
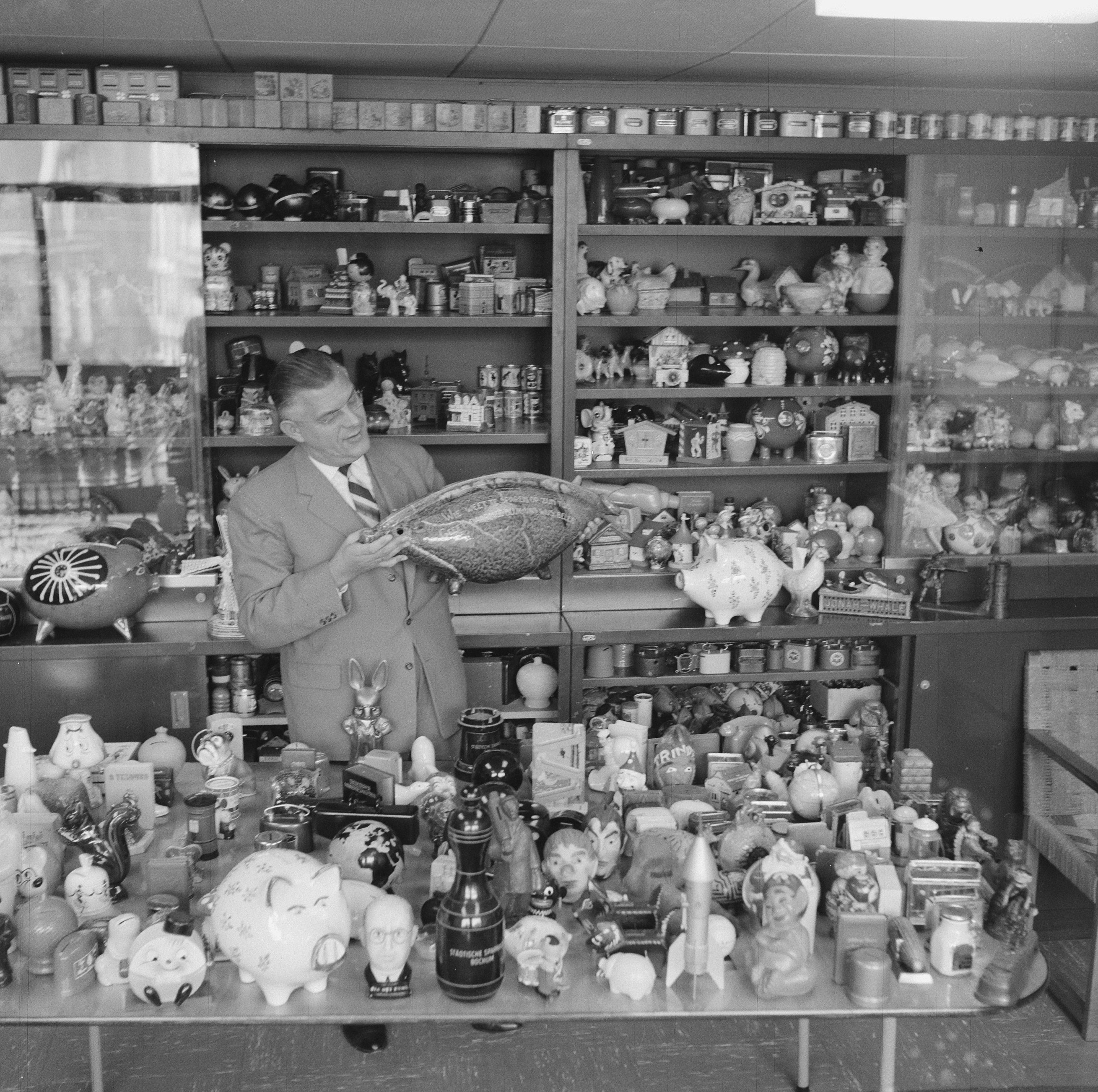
Ter Wolbeek bij spaarpottenverzameling 1962
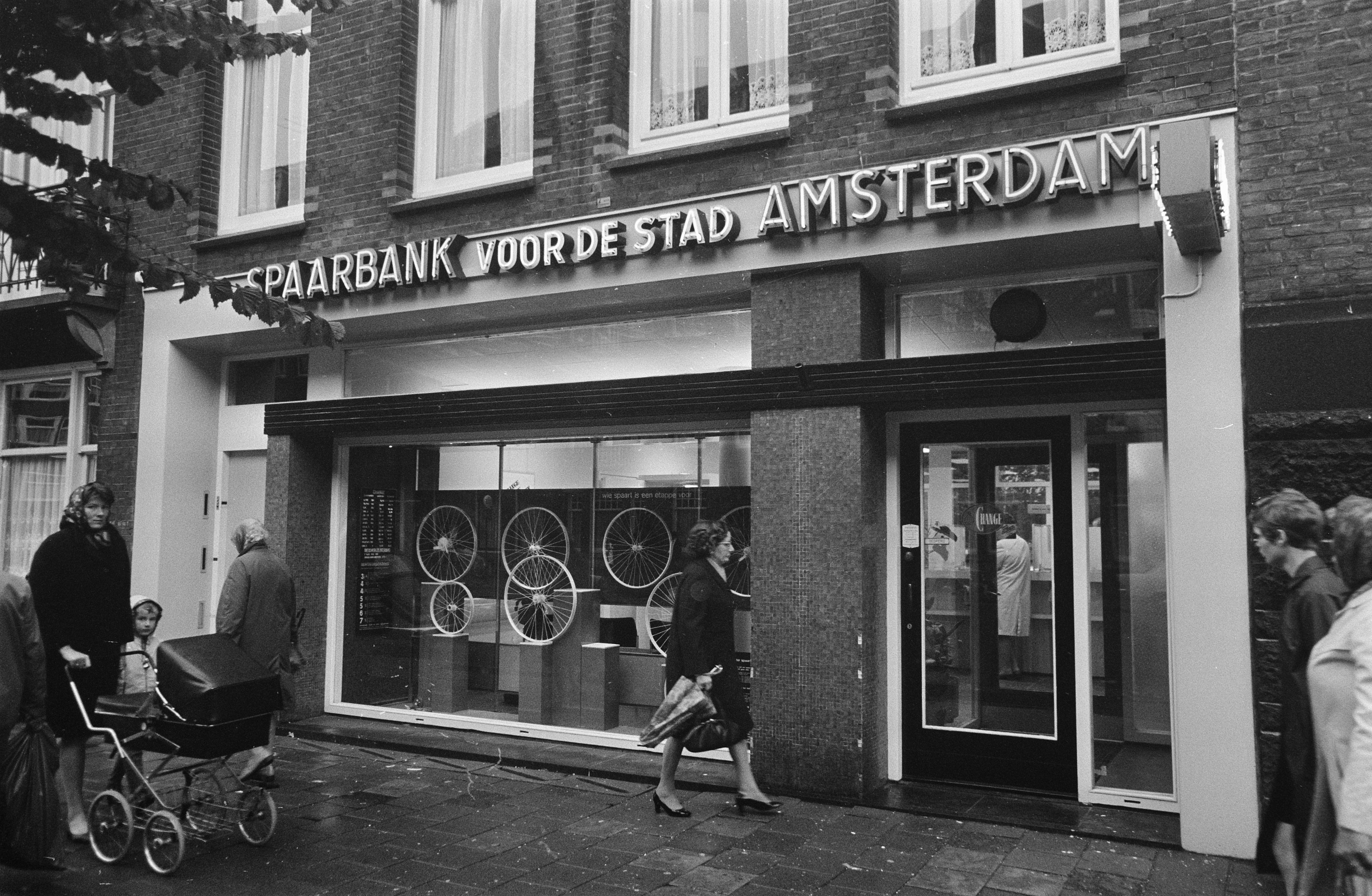
Buitenkant filiaal in 1969
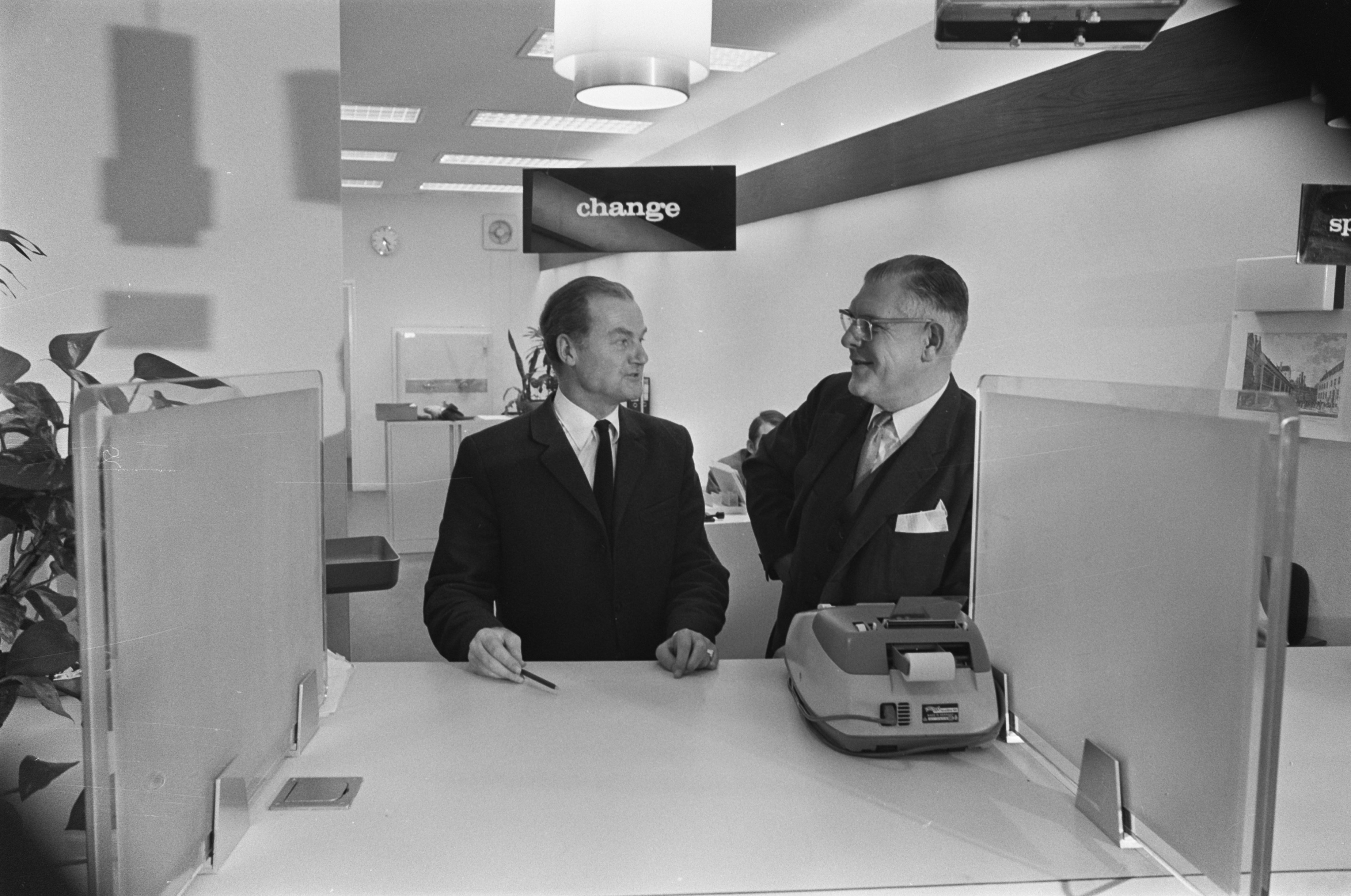
Balie in filiaal in 1970
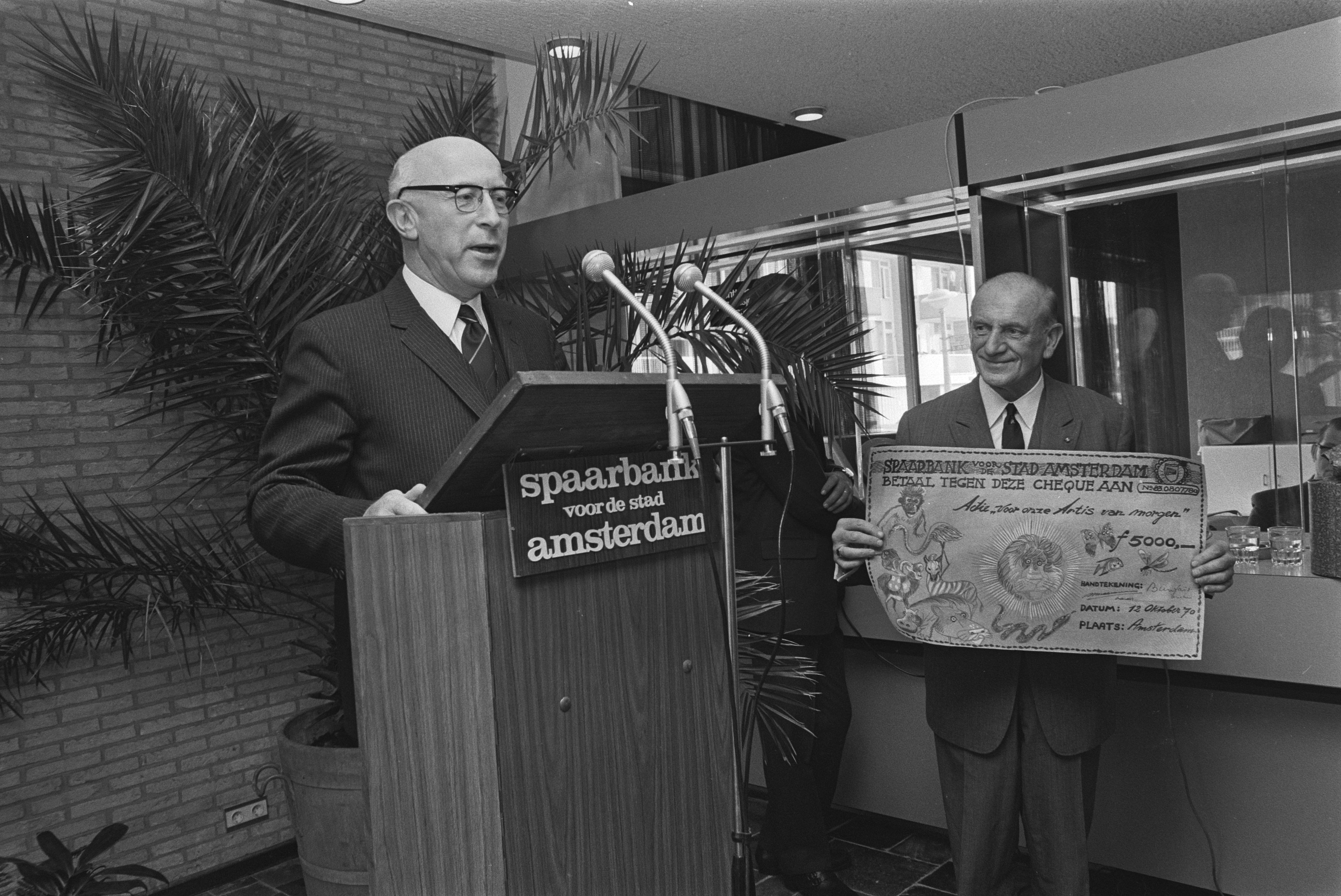
Opening 50e bijkantoor door burgemeester in 1970